# Elorrio
Elorrio è un comune spagnolo di 7 157 abitanti situato nella comunità autonoma dei Paesi Baschi, nella provincia di Biscaglia.
La cittadina è stata fondata nel 1356 dall'infante Tello di Castiglia, XX signore di Biscaglia e primo di Aguilar de Campoo, sui terreni dell'elizate di Sant'Agostino di Echevarría, che aveva un seggio e diritto di voto nei Consiglio (Juntas) di Guerediaga della Merindad de Durango (in basco Durangoko Merinaldea). Nel 1630 la città di Elorrio fu annessa all'elizate di Sant'Agostino di Echevarría, così uscì dal territorio e l'attuale comune di Elorrio fu costituito. Elorrio aveva il posto numero 13 nelle Assemblee generali di Biscaglia.
Anche se il comune mantiene un'attività industriale importante, la sua fama attuale deriva dal suo straordinario patrimonio artistico, particolarmente ricco di palazzi e case con gli emblemi araldici che è in gran parte sopravvissuto. Negli ultimi tempi, una legislazione di tutela e i progetti urbanistici hanno migliorato l'aspetto del centro storico e lo stato di conservazione di molti edifici.

## Origine del nome
In lingua basca, il frutto rosso del biancospino è chiamato elorrio. Una delle ipotesi più comuni è quella di considerare il nome del villaggio come un fitonimo derivato dalla parola basca elorri, 'biancospino'. Chiaro segno di questa associazione di idee (di antica origine) è la presenza nello scudo comunale di un biancospino.
In basco, la città è colloquialmente chiamata Elorrixo (si pronuncia Elorrisho).

## Geografia fisica

### Territorio
Situato nell'estremo sud-est del territorio storico della provincia di Biscaglia, al confine con la provincia di Gipuzkoa e la parte più orientale della comarca del Durangaldea, si trova nella parte superiore della valle Ibaizábal. Si trova sotto il monte Udalaitz (1.117 m.), ed il suo territorio, quello dell'elizate di Sant'Agostino di Echevarría, si estende attraverso le montagne vicine verso Gipuzkoa.
Il capoluogo regionale, Durango, dista 9 km e Bilbao, capoluogo della provincia, 39 km.
Elorrio confina con i seguenti comuni: a nord con Berriz e Zaldibar; a sud Mondragón (Gipuzkoa) e Aramaio (Álava), a est con Elgeta e Bergara (Gipuzkoa) e ad ovest con Atxondo e Abadiño.

### Idrografia
Il fiume più importante del comune è lo Zumelegui, che nasce alle pendici dell'Udalaitz. Questo fiume, ad Atxondo, unendosi all'Arrázola, dà origine all'Ibaizábal. Altri piccoli affluenti scendono dalle montagne che circondano la valle e si immittono nel fiume principale; alcuni di loro sono Inchorta, Larrarte, Mendraca...

### Orografia
Situato alla fine della valle, sembra che le masse calcaree della Sierra de Amboto siano lontane da Elorrio. Fatta eccezione per l'Udalaiz che, separato dai suoi fratelli, si innalza, imponente con i suoi 1.117 metri, sul comune. Il paese è circondato da piccole colline ricoperte di vegetazione che lo proteggono. Montagne come Inchorta (797 m), Memaya (669 m), Amitar, Santa Mañazar (679 m) ed Erdella (660 m) ospitano i numerosi baserri, tipiche abitazioni rurali basche, che compongono il comune. Nel territorio di Elorrio, a circa quattro chilometri a sud, si trova il punto in cui si incontrano le tre province che costituiscono la comunità autonoma dei Paesi Baschi; questo posto è chiamato Besaide. In questo luogo si trova un campanile che segnala il punto esatto, a 555 metri sul livello del mare, alla sua base, si trova un monumento allegorico in granito dedicato ai tre territori storici che unisce.

## Geografia antropica

### Frazioni
Il comune di Elorrio è costituito da numerose frazioni rurali. Oltre al nucleo urbano e al piccolo nucleo dell'dell'elizate di San Agustín, il villaggio è costituito dalle frazioni di Aldape, Arabio, Arauneta, Berrio, Berriozabaleta, Gasteeta, Gaceta, Iguria, Leániz, Miota, Lequerica, Mendraca, Urquizuaran e Cenita.

## Infrastrutture e trasporti
La strada statale N-636 attraversa il comune e collega Durango con Mondragón. Questo percorso fa parte dell'asse viario Beasáin (Gipuzkoa) – Durango. A Durango si collega con la N-634 e l'autostrada AP-8 che la collegano con i capoluoghi di Biscaglia e Gipuzkoa e a Mondragón, con l'AP-1 che la collega con Álava, raggiungendo la valle del Deba. Da Elorrio, parte la strada BI-2632 verso Elgueta e Bergara e la BI-3321 verso Bérriz.
Fino alla metà del XX secolo aveva una stazione ferroviaria, ma questa è stata smantellata negli anni '60.

## Economia
L'economia del comune si basa sul settore industriale. Tuttavia, l'attività agricola e soprattutto zootecnica è di rilevante importanza nell'economia comunale.

### Primario
Il settore primario è costituito da aziende agricole rurali, per lo più piccole, completano, nella maggior parte dei casi, il reddito principale proveniente dell'attività industriale. Ci sono allevamenti di bestiame per la produzione di carne e latticini. Anche la silvicoltura, soprattutto del pino di Monterey, è un'attività importante.

### Secondario
Il settore secondario è la attività economica di Elorrio. Ci sono industrie di lavorazioni metalliche di tutti i tipi, fonderie, ferramenta e macchine utensili.

### Terziario
Il settore dei servizi è limitato a soddisfare le esigenze quotidiane della popolazione, data la vicinanza di Durango e Mondragón, dove si effettuano gli acquisti più specializzati.
Nel quartiere di San Agustàn ha la sua sede ufficiale e magazzini generali la cooperativa di consumo e distribuzione Eroski, che appartiene al Gruppo Cooperativo Mondragón.

## Storia
L'attuale comune di Elorrio è costituito dal comune di Elorrio e dai quartieri che formavano l'antica elizate di Sant'Agostino di Echevarría. La città ha una data di fondazione è stata fatta dal Signore di Biscaglia Tello nel 1356 ed è stata fatta sul elizate. Entrambe le storie si susseguirono parallelamente fino al 1635, anno in cui l'elizate fu incorporata nel paese. Fino ad allora la città di Elorrio aveva un seggio (il numero 13) e diritto di voto nella Juntas Generales de Vizcaya (Parlamento di Biscaglia) mentre l'antica elizate di Sant'Agostino di Echevarría (seggio numero 3) li aveva nelle Juntas de Guerediaga (il parlamento della comarca di Durango di cui faceva parte), ma da dopo l'annessione, l'elizate perde la sua rappresentanza unendosi al paese.
Come per tutte le elizate, la sua fondazione è sconosciuta. L'origine è collegata alla storia della tierra llana (lur laua in basco) di Biscaglia. Nei comuni limitrofi sono presenti resti archeologici che testimoniano l'occupazione di queste terre da parte dell'uomo sin dal paleolitica.
Nell'area dell'attuale comune di Elorrio sono state rinvenute diverse steli funerarie e tombe, concentrate soprattutto ad Arguiñeta, (necropoli di Arguiñeta) con elementi risalenti all'anno 893, proprio agli albori del cristianesimo in questa area. Le steli, antecedenti ai sarcofagi, sono precristiane.
L'11 febbraio 1053 fu fondato il monastero di Sant'Agostino di Echevarría, che subì diverse modifiche, una nel XII secolo (romanica) e un'altra nel XVI secolo (gotica), che è quella arrivata ai giorni nostri.
La fondazione della città, nel 1356, fu realizzata con la duplice intenzione di stabilire un potere che contrasti quello dei nobili e quello di difendere la Signoria dai vicini della Gipuzkoa. Le guerre delle bande (Bando gerrak) hanno avuto una delle loro principali battaglie a Elorrio. Questa battaglia, conosciuta come la battaglia di Elorrio, ebbe luogo nel 1468 dove si affrontarono le casate degli Ibarra (dello schieramento degli Oñacinos) e dei Marzana (dello schieramento degli Gamboínos).
I secoli XVI, XVII e XVIII costituiscono l'età moderna della città. La partecipazione delle famiglie locali al commercio con il Nuovo Mondo è molto attiva e porta importanti ricchezze alla città, che viene investita in edifici di rilievo; questa è l'origine dei molti palazzi (più di 20 palazzi e più di 69 case con scudi araldici) che oggi testimoniano quegli anni. Viene costruita la chiesa (tra il 1459 e il 1506), che è la più grande della Biscaglia, vengono realizzate fontane pubbliche, importanti valichi di confine, riccamente scolpiti. Tutto questo rispecchia la ricchezza che giunse al paese, che in questi tempi ingloba l'elizate.
Durante questi secoli, la fabbricazione di armamenti per i Tercios spagnoli ha un'importanza particolare, soprattutto per le picche, di cui un rapporto del 1575 indica che furono fornite 3.000 al mese insieme a 1.500 lance.
L'Ottocento trovò un paese arricchito, con una società agricola che si aprì alla moda dei bagni termali, alcuni dei quali diedero una certa fama al paese, con un ceto nobiliare che trascorre qui il periodo estivo.
Nel 1907 i religiosi Agostiniani dell'Assunzione si stabilirono a Elorrio e nel 1923 il vescovo San Manuel González García trascorse qui le sue vacanze estive. Qui ha incontrato Antonio de Murua e Rodríguez de Paterna, conte pontificio di Láriz, e sua moglie Trinidad de la Quintana y Salcedo, residenti a San Sebastián, che trascorrevano l'estate in questo comune e che lo hanno invitato a trascorrere le vacanze con loro. A partire dal 1926, San Manuel González trascorreva ogni estate a casa di questa coppia a Elorrio. Nel 1964, anche San José María Escrivá de Balaguer trascorse qui le sue vacanze. Attualmente la casa dei Conti di Láriz è utilizzata per i ritiri dell'Opus Dei.
Dopo la guerra civile, passatala la moda bagni termali già passata, si aggiunse all'industrializzazione del paese e della comarca del Duranguesado. L'installarsi di diverse industrie provoca l'immigrazione di diverse persone e la popolazione, raggiunge quasi gli 8 000 abitanti negli anni '80 del XX secolo.
Il complesso monumentale è stato dichiarato Conjunto Histórico nel 1964 e apre le porte a una nuova attività turistica.

## Monumenti
Il patrimonio monumentale è molto vasto. Il centro cittadino è stato dichiarato Conjunto Histórico nel 1964. Numerosi sono i palazzi e le case con scudi araldici, oltre a una moltitudine di eremi.

### Patrimonio civile
- Fontana Berriozabaleta, magnifico esempio di opere pubbliche neoclassiche che unisce alla funzione di distribuzione dell'acqua potabile a lavatoio pubblico, creando una piacevole area di incontro che invita ai rapporti umani. Fu fatto costruire da Manuel Plácido de Berriozabalbeitia, Oidor in Perù, originario del baserri vicino, per sua moglie di origine Inca. Dicono che la fontana ricordi le opere di quella cultura. Dopo l'indipendenza del Perù, Manuel Plácido de Berriozabalbeitia tornò nella sua città natia nel 1828. Tra il 1832 e il 1833 costruì il palazzo rurale che si trova accanto alla fontana che integra e sposta l'eremo di Santa Catalina, tutto a beneficio del quartiere da cui era originario. La fontana è stata costruita dall'architetto Miguel de Elcoro Bereceybar che fa un progetto dalle forme rinascimentali. Si trova nella parte bassa del quartiere, in una vallata, con bella vista fin dall'inizio della strada di accesso, meticolosamente progettata, una strada acciottolata fiancheggiata da pilastri in pietra ogni cinque metri, che termina in un terrazzamento semicircolare. al centro della quale si trova la fontana, motivo centrale del monumento. La fontana è realizzata in volumi semplici e armonici: una bocca metallica a forma di testa di leone riversa l'acqua nella vasca rettangolare, a cui si accompagnano due campate termiche laterali a cui si accede tramite tre gradini. Dietro il volume centrale si apre la lavanderia semicircolare attorno alla quale ruota un emiciclo con sette panchine poggianti sul parapetto del terrazzo che si apre sullo spazio. L'ingresso di animali in tutto il complesso è impedito da quattro perni a ciascuna estremità collegati da un muro che protegge i primi tre gradini. Il monumento è stato restaurato nel 1992 e nel 1993 dal Consiglio provinciale di Biscaglia.
- Necropoli di Argiñeta, un insieme di tombe e steli funerarie, raccolte in questo luogo, dagli eremi che circondano la città. Ci sono ancora tombe simili in alcune di esse. Consiste di 23 sarcofagi, uno doppio, risalente al IX secolo e tre steli precedenti a questa data, di culto precristiano.
- Palazzo Arezpakoetxea, fu costruito nel 1620 demolendo una parte del muro e utilizzando tre parcelle del tessuto urbano medievale. È attaccato alla Puerta del Campo, una delle sei che il paese aveva. Ha un bellissimo solarium con quattro archi sulla facciata posteriore e un bellissimo scudo d'angolo. Accanto all'edificio principale si trova la casa di servizio, nota come Arespakotxaga Txikia sulla cui facciata si legge un verso dal Cantico dei Cantici che dice in latino "Sub umbra illius quem desideraveram sedi" (ho costruito all'ombra di quello che avevo desiderato).
- Palazzo di Arespakotxaga Azkarraga, un edificio barocco che Juan de Arespakotxaga y Azkarraga, cavaliere dell'Ordine di Santiago e segretario del re Filippo IV nel Consiglio di Guerra, fece costruire sul terreno di famiglia. La galleria a tre archi che si affaccia sul giardino e sulla sua facciata principale lo stemma in cui compaiono gli stemmi dei cognomi Arespakotxaga, Azkarraga, Andueza e Urkizu.
- Palazzo Zearsolo "Casa Jara", un complesso sontuoso realizzato in due periodi differenti in cui spiccano il recinto, l'ingresso, gli stemmi e il giardino. Il nucleo originario è del XVII secolo e la facciata sulla piazza è del 1934.
- Palazzo Olazabal chiamato anche de Modet, un edificio sontuoso della fine del XIX secolo con un ampio giardino e un bellissimo stemma con lo stemma di Olazabal sulla facciata. Spiccano le scuderie in stile inglese, segnalate da un busto di cavallo scolpito sull'accesso.
- Palazzo Urkizu Aldatsekua, risale all'inizio del XX secolo ed è stato costruito al poste della fattoria Urkizu distrutta da incendio. Ha un giardino romantico con pozzo e sentieri, con una collezione di alberi esotici.
- Palazzo Arriola, luogo di nascita di San Valentín Berrio Ochoa. È un edificio del XVII secolo costruito da Juan Otxoa de Arriola. Sopra un bel balcone sporgente, con un'interessante ringhiera in ferro battuto, spicca lo scudo di pietra della famiglia.
- Palazzo Urkizu-Tola, è un esempio di palazzo urbano costruito in un'area semi-rurale. Costruito per ordine del capitano Agustín de Urquizu nel 1677 dal mastro architetto e scalpellino Juan Bautista de Aldariaga, che ha svolto un lavoro di qualità che rende questo edificio uno degli esempi più rilevanti di architettura residenziale barocca colta in Biscaglia. Si tratta di un edificio di forma cubica a tre altezze sormontato da due garitte d'angolo circolari che superano il tetto a timpano e terminano in un pinnacolo che gli conferisce un'aria militare medievale. Le facciate sono in mattoni di pietra arenaria bugnati di ottima qualità con aperture simmetriche nello stile delle fortificazioni alla moderna, in uso nel barocco seicentesco. Le facciate terminano in un cornicione e cornicioni sporgenti con mensole in legno intagliato. La facciata sud è quella principale e in essa si concentrano gli elementi di interesse. Gli altri sono realizzati in bella muratura e notevole sobrietà. La facciata principale sfoggia uno scudo sul balcone principale ed il portale d'ingresso posto al centro di esso. Il resto delle campate è diviso in un reticolo tre per tre, chiuse negli angoli con alette e gambe. I pavimenti sono definiti da una modanatura in bugnato. I balconi del piano nobile sono dotati inferriate in ferro battuto. Al piano terra era presente un doppio portale ad arco semicircolare. Il balcone principale si piega verso la facciata orientale sul giardino. Su quella facciata alla stessa altezza si apre la loggia di tre archi semicircolari su colonne toscane. La distribuzione interna ruota attorno allo scalone principale risalente al XVIII secolo. I tratti di gradini in legno uniscono le altezze fino al secondo piano dove si apre una rotonda con aperture semicircolari su pilastri coperti da volta in vetro. Sopra le arcate un fregio con il motto: "Sola virtus parit honorem solus labor parit virtutem" (Solo la virtù produce onore. Solo il lavoro produce virtù). Un altro lucernaio adiacente illumina la scala. Nel 1918 il palazzo divenne proprietà del marchese di Tola de Gaytán, discendente della famiglia Urkizu.
- Porta di Don Tello e mura, originariamente Puerta del Campo, è una delle due porte d'accesso rimanenti delle sei originarie delle mura, l'altra è quella del fiume. È coronato dallo stemma dei re cattolici prima della presa di Granada e contiene gli stemmi di Castilla y León, Aragona e Sicilia. Le mura avevano sei porte, la Puerta del Campo, la Puerta del Río, la Puerta de San Juan (in una nicchia è visibile l'immagine del santo a cui era consacrata), la porta Nostra Signora di Uribarri (in una nicchia è visibile l'immagine del santo a cui è stata consacrata), la porta di San Antón (è visibile la nicchia, ma non più l'immagine), la porta del Rosario, che è stata sostituita da un monumento commemorativo a tre archi in cui si trova la nicchia per la vergine, ma l'immagine non esiste più.
- Palazzo Urkizu con un ponte per accedere agli antichi giardini sul fiume.
- Palazzo Zearsolo-Casajara
- Palazzo Estéibar-Arauna
- Palazzo Lariz
- Palazzo Arabio'
- Municipio

### Patrimonio religioso
- Chiesa di Sant'Agostino di Echevarría, in stile gotico basco. L'attuale risale al XV secolo, ma la sua fondazione risale al 1053. Nel suo portico si riuniva il consiglio dell'antica elizate di Sant'Agostino di Echevarría, fino a quando non si unì al comune di Elorrio.
- Basilica della Immacolata Concezione, del XV secolo, in stile gotico e rinascimentale decadente. Possiede un magnifico campanile barocco, il secondo più alto di Biscaglia (53,34 metri). Al suo interno si trova la tomba di San Valentino di Berriochoa, martirizzato in Vietnam, motivo per cui è stata eretta una pala d'altare dal gusto esotico.
- Convento di Sant'Anna, costruito nel 1699 a spese della città, dove originariamente si trovavano l'eremo e dell'ospedale di Santa Anna. Nel 1700 vi si trasferirono le suore domenicane del convento di Santa Margherita d'Ungheria, situato in una casa privata a Ermua. Questo trasferimento fu patrocinato da alcune importanti famiglie di Elorrio, le cui figlie professavano in convento. In origine il complesso era costituito da: chiesa, convento, aule di grammatica e latino e una casa per i cappellani. Attualmente il piano terra di quest'ultimo ospita il Museo Berri-Otxoa, dedicato alla memoria di San Valentino di Berriochoa. Le suore producono, da secoli, un unguento riconosciuto per infezioni e ustioni; e alcuni dolci che da secoli mantengono la loro famosa qualità.
- Cippi confinari di Elorrio (Elorrioko Muga-Gurutzeak): XVI secolo. Elorrio è la città basca con la più alta concentrazione di cippi nel suo territorio comunale, in particolare nove: Kurutziaga in stile gotico spagnolo, Santa Anna in stile rinascimentale spagnolo, Ganondo, Iguria, Txanberi, Santa Elena, San Giovanni, Kurutzondo e Kurutzebarri in stile plateresco. Quasi tutte furono costruite nel corso del XVI secolo, essendo la Kurutziaga, la più antica e degna di nota per la ricchezza della sua decorazione gotica. Questa croce risale al 1522 ed è stata realizzata in un periodo in cui Elorrio stava attraversando un periodo di prosperità che significò l'espansione della città al di fuori della cinta muraria. Ha segnato il limite urbano dei vecchi sobborghi meridionali, quelli di Suso e San Rocco, dove iniziavano le strade per Mondragón ed Elgueta.

## Festivitá
Diverse feste si svolgono nella città e ogni quartiere che la compone ne ha una propria in onore del proprio patrono.
- Il 4 luglio si celebra una festa in onore di San Valentín de Berriochoa, patrono di Biscaglia.
- La prima domenica di settembre si svolgono le feste Ferixa Nausikuak, che sono le principali feste del paese e durano una settimana, con manifestazioni tipiche: balli, sagre, sport e gare sportive rurali, manifestazioni culturali, ecc.
- La prima domenica di ottobre si svolge la festa di Errebonbilloak, una manifestazione militare la cui origine sembra essere nelle antiche milizie con cui ogni comune partecipava alla difesa o alla guerra. Secondo la tradizione popolare, sembra che questo caso particolare sia legato al ritorno di dette milizie dalla battaglia di Lepanto. La compagnia di fucilieri formata dai giovani del paese parte la mattina e il pomeriggio e compie colpi d'arma da fuoco in alcuni luoghi del paese; l'unico posto che cambia è quello corrispondente alla casa del sindaco. Di notte c'è una processione con la Vergine del Rosario, che termina con un ballo, un aurresku in Plaza Mayor.

Nei quartieri si celebrano le seguenti feste:
- Gazeta, 6 gennaio, Assunzione di Maria.
- Argiñeta, primo sabato di agosto, San Adriano.
- Miota, 24 agosto, San Bartolomeo.
- Sant'Agostino, 28 agosto, Sant'Agostino.
- Berrio, 26 dicembre, Santo Stefano.